# Marsdenia woodburyana
Marsdenia woodburyana är en oleanderväxtart som beskrevs av P Acevedo-rodriguez. Marsdenia woodburyana ingår i släktet Marsdenia och familjen oleanderväxter. Inga underarter finns listade i Catalogue of Life.